# Lander Depoortere
Lander Depoortere (Lokeren , 7 november 1993) is een Vlaams acteur. Hij had rollen in Skilz, Binnenstebuiten en Galaxy Park en speelde een hoofdrol in de Studio 100-musical '14-'18.

## Filmografie
In de jeugdserie Skilz vertolkte hij sinds seizoen 2 de hoofdrol van Quinten De Koning. In het tweede seizoen van Binnenstebuiten speelde hij Seppe, de zoon van Sara en Frederik en de vriend van Ineke. In Galaxy Park was hij in het derde seizoen te zien als Flinn Peeters.
In het theater toert hij met het gezelschap Uitgezonderd! Theater samen met Jan Schepens voor de voorstelling Blackout.
In 2014 vertolkte Depoortere als de gevoelige "Kamiel" een hoofdrol in de Studio 100-musical '14-'18.
Vervolgens speelde hij in 2015 de rol van Emiel, een gesneuvelde soldaat, in het toneelstuk Flanders Field: Eindbestemming Poperinge. Ook speelde Lander in 2015 de rol van Vic in de tv-serie Familie. 
In 2016 speelde hij de rol van Alberto in de musical Muerto!, een personage dat hij reeds in 2013 gestalte gaf in de originele versie van de musical.
In 2016 speelde hij ook mee In Ghost Rockers On Tour als de Casper de technieker. In 2021 duikt hij op in de telenovelle Lisa als Tobias.